# Museo nazionale Grão Vasco

## Storia
Il Museo Grão Vasco ( Museu de Grão Vasco ) è un museo d'arte situato nella città di Viseu, in Portogallo.  Il museo prende il nome da uno dei più importanti pittori portoghesi del Rinascimento, Vasco Fernandes (noto anche come Grão Vasco), che aveva il suo laboratorio a Viseu.
Il museo, fondato nel 1916, occupa l'edificio del vecchio seminario, situato accanto alla Cattedrale di Viseu .  L'edificio, iniziato alla fine del XVI secolo in stile manierista, è stato recentemente ammodernato al suo interno dall'architetto Eduardo Souto de Moura.
Le principali mostre del museo sono le pale d'altare dipinte eseguite per la Cattedrale di Viseu durante il Rinascimento.  Questi includono la pala d'altare principale, eseguita da un laboratorio che includeva il giovane Vasco Fernandes ed era guidato da Francisco Henriques ,così come le pale d'altare successive di un Vasco Fernandes maturo e il suo collaboratore, Gaspar Vaz .  Il significato artistico di queste pale d'altare trasforma il Museo Grão Vasco in uno dei più importanti musei d'arte del Portogallo.